# Lycées en Alsace
L'inspection académique de Strasbourg compte 141 lycées (84 dans le Bas-Rhin et 57 dans le Haut-Rhin) publics ou privés sous contrat qui sont répartis sur 40 communes.

## Bas-Rhin
Le département du Bas-Rhin comprend 897 écoles, 106 collèges, 84 lycées, 1 établissement régional d'enseignement adapté (EREA), 7 centres d'information et d'orientation (CIO) et l'Université de Strasbourg.

### Barr
- Lycée Edouard Schuré (général et technologique)

### Bischheim
- Lycée Marc Bloch (général et technologique)

### Bischwiller
- Lycée André Maurois (général et technologique)
- Lycée professionnel Philippe Charles Goulden

### Bouxwiller
- Lycée Adrien-Zeller
- Lycée professionnel agricole privé Schattenmann

### Erstein
- Lycée polyvalent Marguerite Yourcenar (général et technologique)
- Lycée polyvalent Marguerite Yourcenar - Section d'enseignement professionnel
- Lycée professionnel agricole d'Erstein

### Haguenau
- Lycée Heinrich Nessel (général et technologique)
- Lycée Heinrich Nessel - Section d'enseignement professionnel
- Lycée privé Sainte-Philomène
- Lycée professionnel André Siegfried
- Lycée professionnel privé Sainte-Philomène (général et technologique)
- Lycée Robert Schuman (général et technologique)

### Illkirch-Graffenstaden
- Lycée polyvalent Gutenberg
- Lycée polyvalent Gutenberg - Section d'enseignement professionnel
- Lycée polyvalent hôtelier Alexandre Dumas (général et technologique)
- Lycée polyvalent hôtelier Alexandre Dumas - Section d'enseignement professionnel
- Lycée polyvalent Le Corbusier (général et technologique)
- Lycée polyvalent Le Corbusier - Section d'enseignement professionnel

### Molsheim
- Lycée Henri Meck (général et technologique)
- Lycée polyvalent Louis Marchal (général et technologique)
- Lycée polyvalent Louis Marchal - Section d'enseignement professionnel
- Lycée professionnel Camille Schneider

### Obernai
- Lycée agricole d'Obernai (général et technologique)
- Lycée Freppel
- Lycée Paul Emile Victor

### Oermingen
- Lycée professionnel privé Sainte Thérèse

### Sarre-Union
- Lycée polyvalent Georges Imbert
- Lycée polyvalent Georges Imbert - Section d'enseignement professionnel

### Saverne
- Lycée Général-Leclerc (général et technologique)
- Lycée polyvalent du Haut-Barr (général et technologique)
- Lycée polyvalent du Haut-Barr - Section d'enseignement professionnel
- Lycée professionnel Jules Verne

### Schiltigheim
- Ecole européenne de beauté
- Lycée polyvalent Emile Mathis (général et technologique)
- Lycée polyvalent Emile Mathis - Section d'enseignement professionnel
- Lycée professionnel Aristide Briand
- Lycée professionnel privé Charles de Foucauld

### Schirmeck
- Lycée professionnel Haute Bruche

### Sélestat
- Lycée Docteur-Koeberlé (général et technologique)
- Lycée F.C. Schweisguth
- Lycée polyvalent Jean Baptiste Schwilgué (général et technologique)
- Lycée polyvalent Jean Baptiste Schwilgué - Section d'enseignement professionnel

### Strasbourg
- Academy Serge Comtesse
- Centre privé Eshel - Lycée
- Ecole Européenne de Strasbourg
- Ecole privée des carrières de la mode
- Elysées Marbeuf - Ecole d'esthétique
- Horizon
- Institut d'enseignement supérieur par alternance
- L'institution de la coiffure et de l'esthétique
- Lycée des métiers René Cassin (général, technologique et professionnel, orienté vers le tertiaire, bac et post-bac)
- Lycée Fustel-de-Coulanges
- Lycée International les Pontonniers
- Lycée Jean Monnet (général et technologique)
- Lycée Kléber
- Lycée Louis Pasteur (général et technologique)
- Lycée Marie Curie
- Lycée polyvalent Jean Rostand (général et technologique)
- Lycée polyvalent Jean Rostand - Section d'enseignement professionnel
- Lycée polyvalent Louis Couffignal (général et technologique)
- Lycée polyvalent Louis Couffignal - Section d'enseignement professionnel
- Lycée polyvalent Marcel Rudloff (général et technologique)
- Lycée polyvalent Marcel Rudloff - Section d'enseignement professionnel
- Lycée polyvalent René Cassin (général et technologique), renommé "Lycée des métiers René Cassin" lors de la fusion avec le pôle professionnel (anciennement lycée Charles Frey)
- Lycée polyvalent René Cassin - Section d'enseignement professionnel (voir ci-dessus)
- Lycée privé Aquiba
- Lycée privé Ecole commerciale (général et technologique)
- Lycée privé Gymnase Jean-Sturm
- Lycée privé La Doctrine Chrétienne
- Lycée privé Notre-Dame
- Lycée privé Organisation pour la Recherche et le développement Technique (ORT) (général et technologique)
- Lycée privé Sainte Clotilde (général et technologique)
- Lycée privé Saint-Etienne
- Lycée professionnel Jean Frédéric Oberlin
- Lycée professionnel Jean Geiler
- Lycée professionnel privé Sainte Clotilde
- Pigier Création
- Pigier Performance
- École auprès du Consulat général de Russie à Strasbourg (en)

### Urmatt
- Cours privé Saint-Thomas d'Aquin - Lycée

### Walbourg
- Lycée privé Séminaire de jeunes (général et technologique)

### Wissembourg
- Lycée polyvalent Stanislas (général et technologique)
- Lycée polyvalent Stanislas - Section d'enseignement professionnel

## Haut-Rhin
Le département du Haut-Rhin comprend 641 écoles, 71 collèges, 57 lycées, 7 centres d'information et d'orientation (CIO) et l'Université de Haute-Alsace.

### Altkirch
- Lycée polyvalent Jean Jacques Henner (général et technologique)
- Lycée polyvalent Jean Jacques Henner - Section d'enseignement professionnel

### Carspach
- Lycée privé Sonnenberg (général et technologique)
- Lycée professionnel privé Sonnenberg

### Cernay
- Lycée polyvalent Gustave Eiffel (général et technologique)
- Lycée polyvalent Gustave Eiffel - Section d'enseignement professionnel

### Colmar
- Ecole privée Mathias Grunewald - Lycée
- Lycée Bartholdi (général et technologique)
- Lycée Camille Sée (général et technologique)
- Lycée polyvalent Blaise Pascal (général et technologique)
- Lycée polyvalent Blaise Pascal - Section d'enseignement professionnel
- Lycée polyvalent Martin Schongauer (général et technologique)
- Lycée polyvalent Martin Schongauer - Section d'enseignement professionnel
- Lycée privé Saint-André (général et technologique)
- Lycée professionnel privé Saint-Jean

### Guebwiller
- Lycée Alfred Kastler (général et technologique)
- Lycée polyvalent Joseph Storck (général et technologique)
- Lycée polyvalent Joseph Storck - Section d'enseignement professionnel
- Lycée polyvalent Théodore Deck (général et technologique)
- Lycée polyvalent Théodore Deck - Section d'enseignement professionnel

### Illzach
- Lycée polyvalent Ettore Bugatti
- Lycée polyvalent Ettore Bugatti - Section d'enseignement professionnel

### Ingersheim
- Lycée polyvalent Lazare de Schwendi (général et technologique)
- Lycée polyvalent Lazare de Schwendi - Section d'enseignement professionnel

### Kientzheim
- Lycée Seijo

### Landser
- Lycée privé Don Bosco

### Masevaux
- Lycée professionnel Joseph Vogt

### Mulhouse
- Ecole privée des métiers artistiques
- Ecole privée Vendôme
- Lycée Albert Schweitzer (général et technologique)
- Lycée Jean Henri Lambert
- Lycée polyvalent Louis Armand
- Lycée Michel de Montaigne (général et technologique)
- Lycée polyvalent Laurent de Lavoisier (général et technologique)
- Lycée polyvalent Laurent de Lavoisier - Section d'enseignement professionnel
- Lycée privé Jeanne d'Arc (général et technologique)
- Lycée privé Saint-Joseph de Cluny (général et technologique)
- Lycée professionnel Charles Stoessel
- Lycée professionnel du Rebberg
- Lycée professionnel privé Saint-Joseph de Cluny
- Lycée professionnel Roosevelt

### Munster
- Lycée Frédéric Kirschleger

### Pulversheim
- Lycée polyvalent Charles de Gaulle
- Lycée polyvalent Charles de Gaulle - Section d'enseignement professionnel

### Ribeauvillé
- Lycée Ribeaupierre (général et technologique)

### Rouffach
- Lycée agricole de Rouffach (général et technologique)

### Sainte-Marie-aux-Mines
- Lycée polyvalent Louise Weiss
- Lycée polyvalent Louise Weiss - Section d'enseignement professionnel

### Saint-Louis
- Lycée polyvalent Jean Mermoz (général et technologique)
- Lycée polyvalent Jean Mermoz - Section d'enseignement professionnel

### Thann
- Lycée professionnel Charles Pointet
- Lycée Scheurer Kestner (général et technologique)

### Wintzenheim
- Lycée agricole du Pflixbourg (général et technologique)

### Wittelsheim
- Lycée polyvalent Amélie Zurcher (général et technologique)
- Lycée polyvalent Amélie Zurcher - Section d'enseignement professionnel

### Wittenheim
- Lycée privé Don Bosco (général et technologique)
- Lycée professionnel privé Don Bosco

### Zillisheim
- Lycée privé épiscopal